# Лановецька центральна районна клінічна лікарня
Лановецька центральна районна клінічна лікарня — лікувальний заклад у м. Ланівцях Тернопільської області України.

## Історія
До кінця XIX століття Ланівці були в складі Кременецького повіту і за медичною допомогою звертались у Кременець.
На початку XX століття в містечку проживав лікар М. Задольський, який помер 3 червня 1928 і похований на старому кладовищі. У 1930-х медичну допомогу ланівчанам надавали двоє лікарів, один з них Лютвак. У містечку була лікарня на 13 ліжок, діяло 3 аптеки (Беймблата, Вайса, Куперштейна).
У 1940 в Ланівцях уже працювало 5 лікарів, у тому числі хірург, 2 терапевти та зубний лікар. Функціонувала лікарня на 50 ліжок із пологовим та інфекційним відділами, лікар — К. Поліщук.
У жовтні 1945 відкрита жіночо-дитяча консультація (лікар В. Багнюк, потім К. Поліщук).
У жовтні 1946 завершено будівництво нової райамбулаторії та жіночо-дитячої консультації.
У травні 1947 в районі почала створюватися хірургічна служба, з липня самостійний прийом розпочав лікар-стоматолог, а із жовтня акушер-гінеколог. У березні 1948 загальний відділ районної лікарні розділено на хірургічний (завідувач А. Фальченко) та терапевтичний (завідувач П. Ковальський), у вересні реорганізовано пологовий відділ (завідувачка З. Гайдукова). Розпочалося будівництво нового приміщення пологового будинку (завідувачка з 1949 — П. Романовська). До 1950 кількість ліжок у лікарні збільшилася до 70, у 4-х її відділах працювало 10 лікарів.
У 1956 відкрито дитячий відділ (завідувачка — Н. Нікіфорова).
На початку 1960-х у районній лікарні кількість ліжок зросла до 100, функціонувало 7 відділів, зокрема терапевтичний на 14, хірургічний на 25 (10 з них для гінекологічних хворих), пологовий на 10, дитячий на 14, інфекційний на 15 та тубвідділ на 15 ліжок. Тубвідділ розташувався за селищем. Працювала районна поліклініка, в складі якої були жіноча та дитяча консультації, 2 аптеки. В 1961 розпочато і в 1964 завершено будівництво нового приміщення районної лікарні, в якому вона розміщена донині.
У 1974 в лікарні відкрито очний відділ на 15 ліжок (завідувач до 1978 — П. Джердж) та неврологічний відділ на 30 ліжок (завідувач М. Ракочий). У 1977 здано в експлуатацію приміщення нової поліклініки, в 1980 завершено будівництво пральні. В 1977 протитуберкульозну лікарню на 100 ліжок реорганізовано у відділ районної лікарні на 60 ліжок (завідувач В. Войтко).
У 1991 в районній лікарні відкрито реанімаційний відділ (завідувач Л. Шевчук), а в 1995 — ортопедотравматологічний відділ (завідувач О. Гулько). В 1994 завершено будівництво нового лікувального корпусу на 60 ліжок та проведено реконструкцію котельні з переводом на газове опалення.

## Персонал

### Головні лікарі
- Т. Златкес — 1944,
- А. Фальченко — серпень 1946—(1950),
- З. Ковалевська — (1950)—1955,
- В. Козак — 1955—1957,
- І. Савицький — 1957—1959, також — головний лікар району,
- В. Демчук — 1959—1966, також — головний лікар району,
- Я. Хлопецький — 1966—1967, також — головний лікар району,
- М. Соколюк — 1967—(1983), також — головний лікар району,
- М. Гірняк — 1983—(1989), також — головний лікар району,
- Петро Мазур — 1989—?,
- Омелян Миколайович Гулько[1] — нині

### Лікарі

#### Колишні
- хірург А. Жухіна, лікар-стоматолог М. Цокалі, акушер-гінеколог З. Гайдукова, інфекціоніст П. Ковальський — після 1947,
- дієтолог Н. Нікіфорова, отоларинголог В. Сєрєнкова, рентгенолог В. Козак, окуліст Г. Гребенюк, лаборант Ф. Овчинников, невролог М. Соколюк, онколог В. Стахов — 1950-ті,
- ендокринолог Г. Кондратьєва, рентгенолог М. Корпан, уролог Ф. Джердж, ревматокардіолог Г. Блажук, профпатолог С. Гулько, гематолог С. Зварич, лікар підліткового кабінету Є. Дудка, гастроентеролог Р. Снозик, анестезіоло В. Максимчук — 1960-ті,
- рабіолог Н. Іванюк, психіатр О. Гриценко — 1970-ті,
- Петро Мазур — від 1985 — фтизіатр, у 1987—1989 — заступник головного лікаря з лікувалькної роботи.
- Володимир Курило — заступник головного лікаря з лікувальної роботи в 1990—2005,[2]
- Л. Рудницький — заступник головного лікаря з медичного обслуговування населення — 1990-ті,
- Л. Мартинюк — заступник головного лікаря експертизи — 1990-ті,
- ендоскопіст В. Крищук, реабілітолог Г. Ломако, лікар УЗД А. Жуковська, хірург М. Чорноокий  — 1990-ті,

### Медсестри
- Світлана Новосад — українська вишивальниця, літератор, фольклорист, акушерка та медична сестра лікарні в 1958—1992[3]